# Brownsboro Village
Brownsboro Village és una població dels Estats Units a l'estat de Kentucky. Segons el cens del 2000 tenia 318 habitants.

## Demografia
Segons el cens del 2000, Brownsboro Village tenia 318 habitants, 173 habitatges, i 83 famílies. La densitat de població era de 1.534,8 habitants/km².
Dels 173 habitatges en un 13,9% hi vivien nens de menys de 18 anys, en un 38,7% hi vivien parelles casades, en un 5,2% dones solteres, i en un 52% no eren unitats familiars. En el 46,2% dels habitatges hi vivien persones soles el 13,9% de les quals corresponia a persones de 65 anys o més que vivien soles. El nombre mitjà de persones vivint en cada habitatge era d'1,84 i el nombre mitjà de persones que vivien en cada família era de 2,59.
Per edats la població es repartia de la següent manera: un 13,8% tenia menys de 18 anys, un 3,8% entre 18 i 24, un 33% entre 25 i 44, un 27% de 45 a 60 i un 22,3% 65 anys o més.
L'edat mediana era de 45 anys. Per cada 100 dones de 18 o més anys hi havia 80,3 homes.
La renda mediana per habitatge era de 64.375 $ i la renda mediana per família de 75.290 $. Els homes tenien una renda mediana de 38.750 $ mentre que les dones 40.250 $. La renda per capita de la població era de 38.187 $. Entorn del 6% de les famílies i el 7% de la població estaven per davall del llindar de pobresa.

## Poblacions més properes
El següent diagrama mostra les poblacions més properes.